# Крик (поема)
«Крик»[джерело?], відомий також як «Лемент», а також «Виття» (англ. Howl) — поема одного з найвідоміших американських поетів другої половини XX століття, Аллена Ґінзберга. Твір зараховується до найвизначніших робіт біт-покоління, поруч із романами «У дорозі» Дж. Керуака та «Голим ланчем» В. Берроуза.
Публікація поеми вважається переломним пунктом в історії сучасної літератури, днем народження нової американської поезії з вільною експресією, сексуальним лібералізмом й іншими цінностями, які через десятиріччя стануть наріжним каменем контркультури США.

## Зміст
Вірш складається з трьох частин, з додатковою приміткою.

### Частина I
Перша частина є найвідомішою і показує сцени, персонажів і ситуації, що випливають з особистого досвіду автора, а також зі спільноти поетів, художників, політичних радикалів, джазових музикантів, наркоманів і психіатричних пацієнтів, з якими він познайомився наприкінці 1940-х — на початку 1950-х років. Ґінзберг називає цих людей, які були недооціненими вигнанцями у жорстоко конформістську та матеріалістичну епоху, яку поет вважав «найкращими умами мого покоління» (англ. best minds of my generation). Він описує свій досвід у графічних деталях, відкрито обговорюючи вживання наркотиків і гомосексуальну активність у багатьох місцях.

### Частина II
У другій частині йдеться про стан індустріальної цивілізації, названої у вірші «Молох», на написання якої Ґінзберга надихнув період візіонерської свідомості під впливом пейоту, коли він побачив фасад готелю як жахливу і страшну шахту, яку він ототожнив з Молохом, біблійним ідолом у книзі Левіт, якому ханаанеяни приносили в жертву дітей. Автор зображує в першій частині персонажів так, щоби вони сприймалися як такі, що принесені в жертву цьому ідолу. Молох — це також ім'я індустріальної, демонічної фігури у фільмі Фріца Ланґа «Метрополіс» (англ. Metropolis). Ґінзберг говорить про другу частину: «Тут довгий рядок використовується як форма строфи, розділеної на окличні одиниці, розділені основним повтором: Молох».

### Частина III
Третя частина адресована безпосередньо Карлу Соломону, з яким Ґінзберґ познайомився під час короткого перебування у психіатричній лікарні в 1949 році (лікарня у вірші називається «Рокленд», насправді це Колумбійський пресвітеріанський психологічний інститут). У цьому розділі рефрен «Я з тобою в Рокленді» є чимось на кшталт переломного моменту в порівнянні з похмурим тоном розділу «Молох». Ґінзберг каже, що за структурою третя частина є «пірамідальною, з градуйованою довшою реакцією на фіксовану основу».

### Виноска
Прикінцевий розділ вірша характеризується повторенням мантри «Святе!», екстатичним ствердженням того, що все є священним. Ґінзберг стверджує: «Я згадав архетипний ритм "Святий, Святий, Святий, Святий", плачучи в автобусі на Керні-стріт, і записав більшу його частину в блокнот..... Я назвав його "Приміткою до Жайворонка", тому що це була додаткова варіація частини II».

## Український переклад
Жодного ліцензованого перекладу так і не було здійснено. Натомість існують авторські спроби, перша Ігора Ботнарука розміщена на сайті zahid-shid.net, та інший, створений анонімним користувачем під псевдонімом  «Рту».